# 역사법학
역사법학(歷史法學)은 19세기 초에, 그때까지 지배적이었던 합리주의적 자연법론의 비역사적·추상적 사변(思辨)과 그것이 내세우는 확고 불변의 법원리를 입법에 의하여 고정화시키려던 절대주의적 권력에 대항해서 법률학의 혁신에 의하여 법률생활의 개선을 도모하려는 학파를 말하며 사비니를 창시자로 한다. 역사법학은 법이 유기적 발전을 이루는 것이며, 역사적으로 규정되어 있다는 점을 중시해서 법률학에서 역사적 연구의 불가결성을 강조하였다. 그러나 역사법학파의 사람들은 그 고전적·인문주의적 교양이념 때문에 역사적 소재를 로마법에서 구하고, 또한 법형성의 담당을 ― 법을 민족정신의 표현으로 봄에도 불구하고 ― 현실의 국민전체가 아니고 법조계급(法曹階級)에서 구한 까닭에, 역사법학에 있어서 법이란 로마법을 바탕으로 하여 전문법조가 학문적으로 ― 이론적·체계적으로 ― 구성된 것이며, 법률학이란 이론적 체계의 구성을 임무로 하게 되었다.

## 같이 보기
- 역사상대주의